# Kerk van de Onbevlekte Ontvangenis (Gohyssart-Jumet)
De kerk van de Onbevlekte Ontvangenis (Frans: Immaculée Conception) in de wijk Gohyssart (deelgemeente Jumet) van de Belgische stad Charleroi is een rooms-katholiek bedehuis.

## Geschiedenis
In de tweede helft van de 19de eeuw breidde de bevolking van Jumet sterk uit: van 9018 inwoners in 1846 naar 25937 in 1900. Deze groei was het gevolg van de toenmalige industriële revolutie gepaard gaande met plaatselijke winning van steenkool. Omwille van de hieraan verbonden werkgelegenheid waren verscheidene Vlamingen als werkkracht -met vrouw en kind- naar Jumet geëmigreerd.
Wegens deze bevolkingsaangroei richtte Luc Pauvaux, pastoor van de Sint-Sulpiciuskerk te Jumet, in oktober 1856 een brief aan het college van burgemeester en schepenen. Daarin stelde hij de oprichting voor, van een bijkerk ten behoeve van de wijk Gohyssart. Gelijktijdig vroeg hij om toelagen voor de bouwkosten. 
Ofschoon hij aanvankelijk op financieel vlak bot ving, toch zou de steenkoolnijverheid mettertijd met geld over de brug komen.
In de buurt van de wijk bevond zich immers de mijn Amercœur, ook genoemd: "Mijn van Onze-Lieve-Vrouw in het Bos" (Notre-Dame-au-Bois). Daar waren veel arbeiders actief, voor wie de nabijheid van de kerk wenselijk was.
Nog voor er officieel tot de stichting van de parochie was beslist, ontwierp de Doornikse architect Justin Bruyenne (1811-1896) het bouwwerk en men legde op dinsdag 16 juni 1863 de eerste steen.
Het bedehuis werd opgetrokken aan de Place du Ballon waar in 1794 de ballon L'Entreprenant ("de Ondernemende") voorbij zweefde, en waar de kar met gewonnen steenkool regelmatig voorbijreed: van de Sint-Louismijn en de Ballonmijn naar de "Pavé Puissant" (Rue Puissant) en de Brusselse Steenweg (Chaussée de Bruxelles).
De werken voor de gelijkvloerse kerkdelen duurden tot 1866.
Na de voltooiing ervan werd ingevolge Koninklijk besluit van 11 mei 1866 de vestiging der parochie toegestaan. Drie weken later, op 30 mei, volgde de officiële oprichting bij akte van het bisdom Doornik en twee weken nadien, op 16 juni, werd de eerste pastoor Édouard-Joseph-Marie Bivort de la Saudée aangesteld.
Hoewel de publieke ruimte gereed was, bleef de toren met zijn achthoekige spits onafgewerkt tot 1871. 
Mettertijd maakte de gieterij Causard uit Tellin zes klokken, die op zondag 1 maart 1874 in de toren werden gehesen. Zij waren een gift van pastoor Bivort de la Saudée en van diens broers.
Pas nadat dit alles had plaats gevonden kon op maandag 16 oktober 1876 – twintig jaar na Pauvaux’ initiatief – de consecratie gebeuren. Deze plechtigheid werd geleid door Edmond Dumont, bisschop van Doornik.
Voor de productie van zijn oorlogstuig in de Tweede Wereldoorlog had de Duitse bezetter een grote behoefte aan metaal. Om die reden roofde hij tussen 10 en 15 november 1943 de vijf zwaarste klokken. Dankzij de inspanningen en de vrijgevigheid van de plaatselijke bevolking kon de firma G. Slegers uit Tellin in 1950 vijf nieuwe klokken leveren die identiek waren aan de vorige.
Benieuwd naar de mening der stadsgenoten met betrekking tot hun waardering voor de visuele impact van een aantal cultuurplaatsen, liet de stad Charleroi anno 1996 eenenvijftig dergelijke elementen op haar grondgebied schatten. Daarbij bleek de kerk van de Onbevlekte Ontvangenis de enige te zijn die het maximale quotum in de wacht sleepte.
Op zaterdag 22 oktober 2016 werd de 150-ste verjaardag van het gebedshuis gevierd met een plechtigheid onder de leiding van Mgr. Harpigny, bisschop van Doornik.

## Architectuur

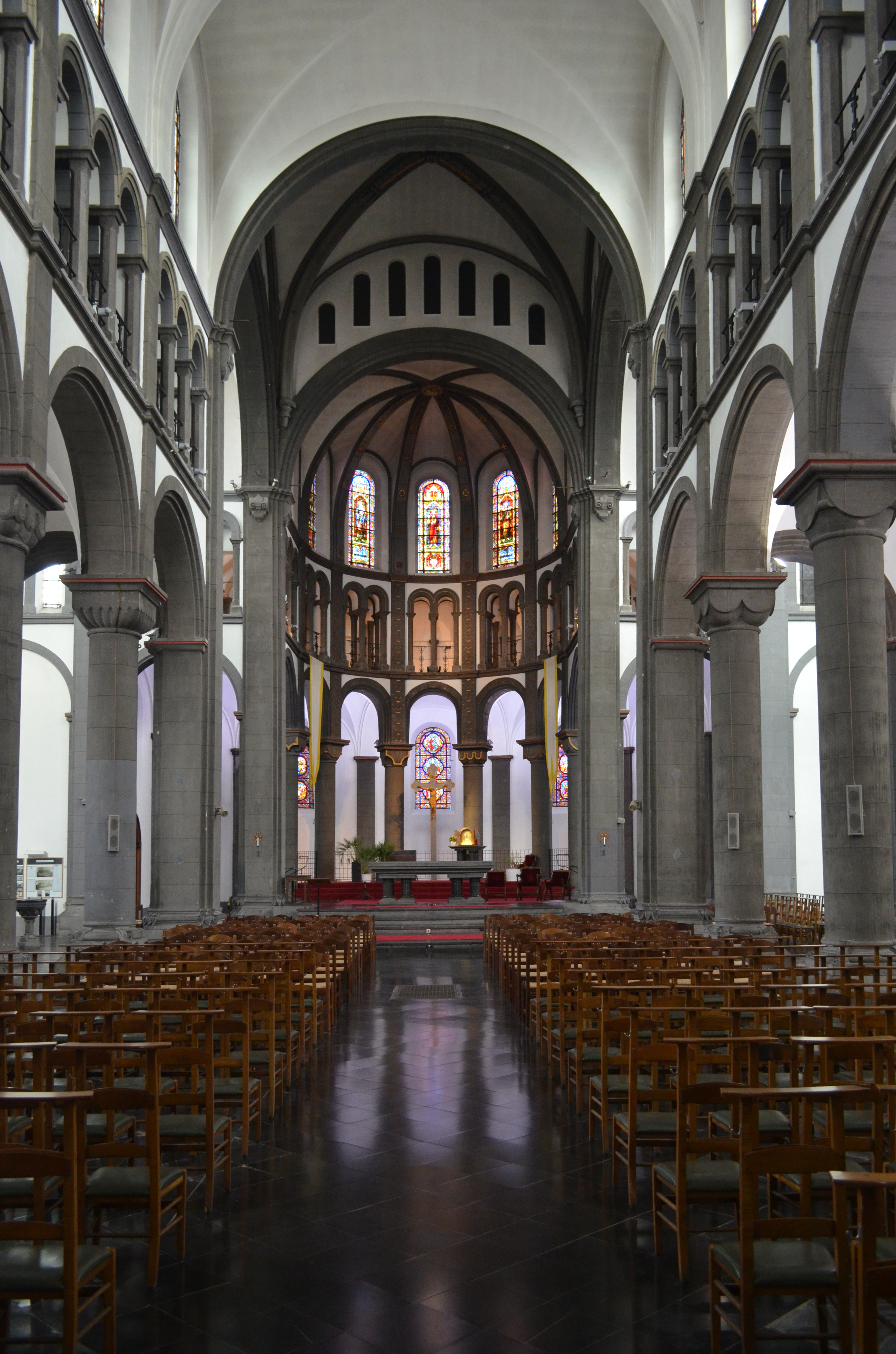
Middenbeuk

Ontworpen door Justin Bruyenne en opgetrokken in neoromaanse stijl met gotische invloeden, beantwoordt dit gebouw aan de ruimtelijke indeling van een kruisbasiliek:
- middenbeuk,
- twee zijbeuken,
- transept,
- triforium,
- ramen in de middenbeuk boven het triforium.

De buitenkant van de kerk is opgebouwd met bruinrode baksteen, aan de basis verfraaid met arduin.
De bedaking van de toren bestaat uit leisteen. Hij is uitgerust met vier hoektorentjes, heeft een hoogte van 72 meter, en is onderverdeeld in zes niveaus. De twee bovenste zijn galmgaten. Eronder bemerkt men drie rondboogvensters waarvan twee blind. Daaronder werd een roosvenster aangebracht, en ten slotte een galerij.
Geconstrueerd op het zuidelijk Brabants Plateau, op een verhevenheid van 160 meter, draagt deze kerk op haar spits een kruis waarvan het knooppunt (op 230 meter hoogte) door het Nationaal Geografisch Instituut erkend is als landmeetkundig punt. De kerktoren zelf heeft een torenspits met flankerende torentjes.

## Interieur

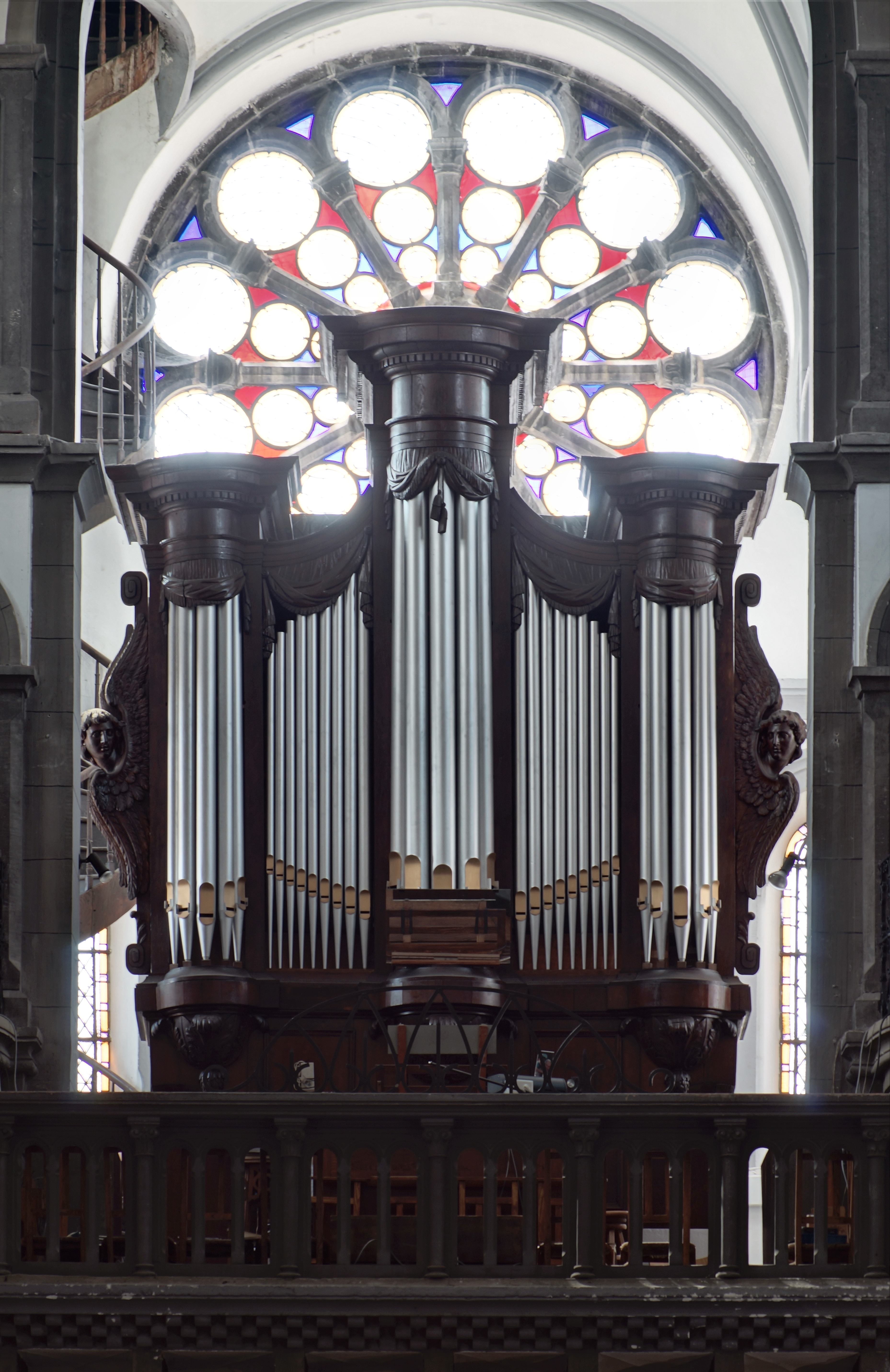
Orgel (1801-1850) geplaatst op het doksaal, voor het roosvenster van de toren.

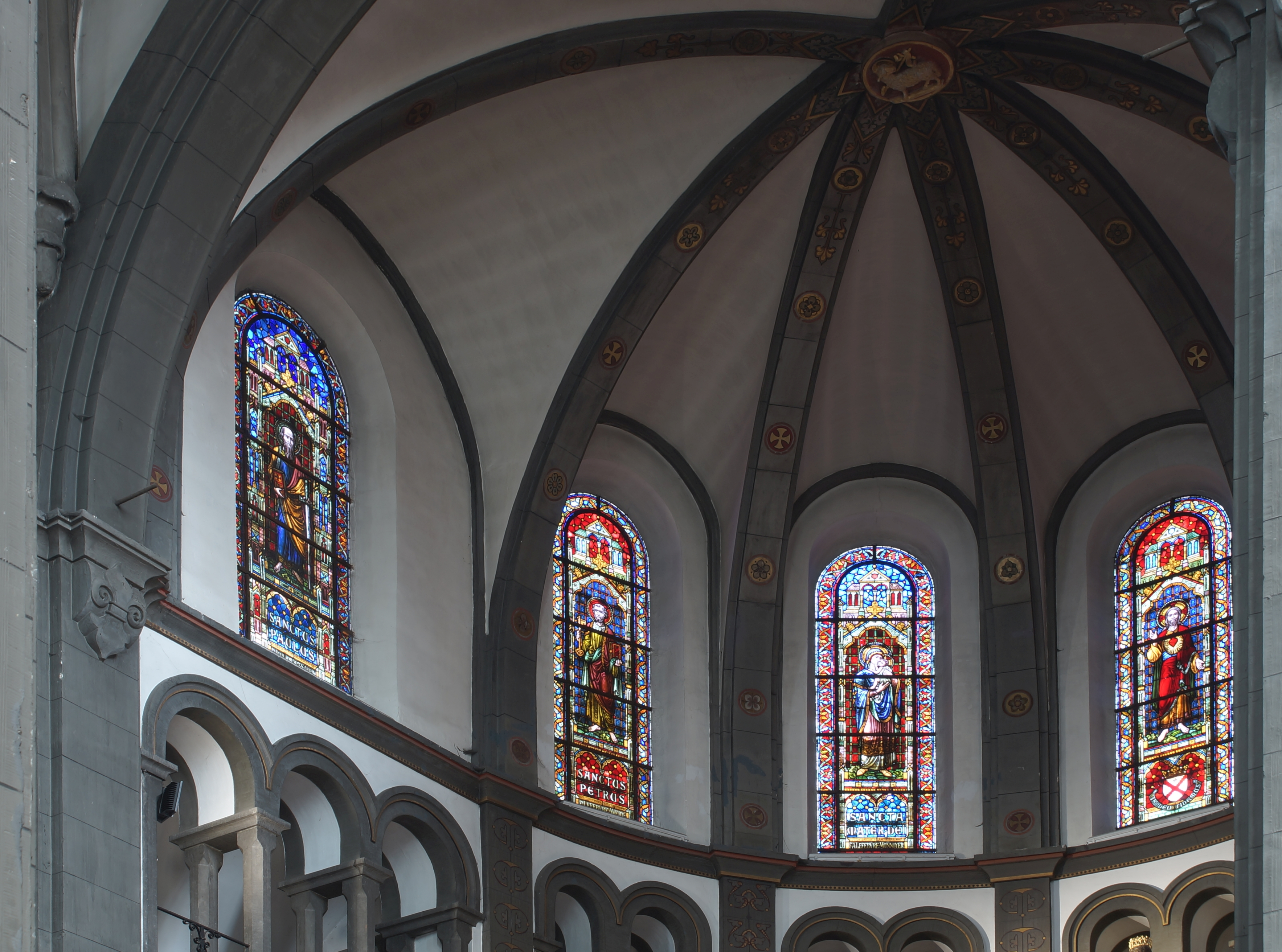
Gewelf in het hoogkoor.

Het bedehuis is ruim opgevat met een vloeroppervlakte groter dan 1000 m².
Opmerkelijk is het contrast tussen de wit geverfde muren en de blauwgrijze kleur van de pilaren en de steunbogen.
Het gewelf bestaat uit zes traveeën, rustend op rondbogen. Tussen het gewelf en de onderste arduinen pilaren bevindt zich een triforium dat bijna de ganse omtrek van het gebouw bestrijkt. 
Een volledige koorommegang leidt rondom het hoogkoor, van de ene transeptarm naar de andere.

### Meubilair
- Vier neoromaanse eikenhouten biechtstoelen, in 1908 vervaardigd door Gabriel Évrard uit Roux.
- De kruisweg (circa 1910) is afkomstig uit het atelier van de gentse beeldhouwer Aloïs De Beule.
- Wijwatervat in graniet: tussen 1867 en 1900 gemaakt door een onbekende steenhouwer.
- Neoromaanse doopvont: circa 1870. Werk van een onbekende steenhouwer.
- Neoclassicistisch houten orgel gebouwd tussen 1801 en 1850. Oeuvre van een onbekende orgelmaker.
- Binnendeuren (sacristie): circa 1870. Gemaakt door een onbekende schrijnwerker.

### Glas-in-loodramen

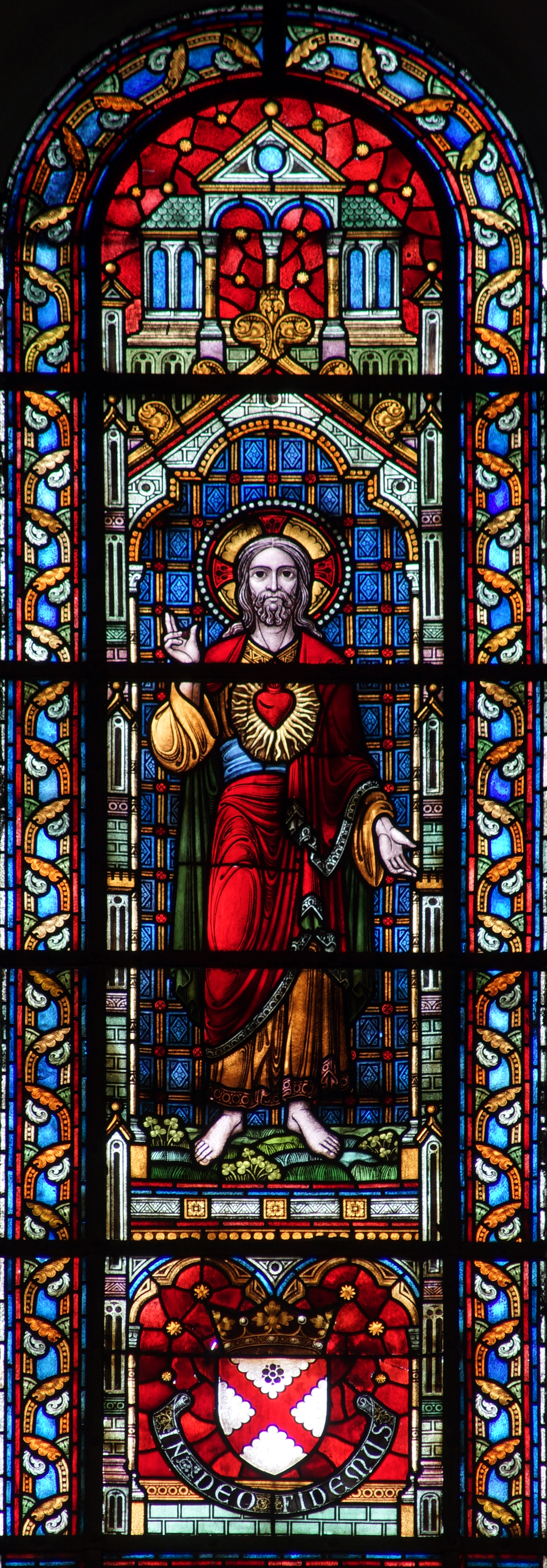
Glas-in-loodraam, het Heilig Hart voorstellend. Omstreeks 1910 geplaatst onder het gewelf. Werk van Gustave Ladon.

De glas-in-loodramen werden omstreeks 1910 vervaardigd in de werkplaats van de Gentse glazenier Gustave Ladon.

### Hoogkoor
In het hoogkoor, onder het gewelf, ziet men de volgende glasramen:
- Het Heilig Hart van Christus.
- Sanctus Joannes: De apostel Johannes wordt voorgesteld met een banderol in de handen. Daarin staat een Latijnse tekst die duidt op het lijden van Christus: "Passus sub Ponti Pilato – Crucifixus", "Hij heeft geleden onder Pontius Pilatus en werd gekruisigd". (Gift van de familie Wery-Henry.)
- Sancta Mater Dei. Maria, moeder van Christus. (Gift van de familie Lefebvre-Monnoyer.)
- Sanctus Josephus. Jozef van Nazareth. (Gift van de familie Harpigny-Martin.)
- Sanctus Paulus. (Gift van de familie Philippart-Saubin.)
- Sanctus Jacobus. (Gift van de familie P. Remy.)
- Sanctus Petrus.

### Koorommegang
In de koorommegang treft men neogotische glasramen aan die elk drie taferelen uit het Nieuwe Testament voorstellen:
1. - Blijde boodschap.
  - Geboorte van Christus.
  - Christus onderwijst de schriftgeleerden. (Gift van de familie Rousseau-Lefebvre.)
2. - Vermenigvuldiging van de broden (Evangelie volgens Johannes, hoofdstuk 6).
  - Jezus roept zijn apostelen en zegt aan Petrus: « Ex hoc iam homines eris capiens » ("Vanaf nu zult ge mensen vangen")  (Evangelie volgens Lucas, hoofdstuk 5, vers 10).
  - Bruiloft van Canaä (Evangelie volgens Johannes, hoofdstuk 2). (Gift van de familie A. Buisdrenghien-Cherui.)
3. - Christus ontmoet zijn moeder.
  - Christus sterft aan het kruis.
  - De kruisafneming. (Gift van de familie Gilliaux-Frère.)
4. - Pasen. Jezus staat op uit zijn graf terwijl de wachters slapen.
  - Verrezen Jezus bij de leerlingen van Emmaüs (Evangelie volgens Lucas, hoofdstuk 24, vanaf vers 13).
  - Wonderbaarlijke visvangst (Evangelie volgens Johannes, hoofdstuk 21). (Gift van Jean-Jos Monnoyer-Pres.)
5. - Hemelvaart (De handelingen der apostelen, hoofdstuk 1).
  - Verschijning van de Heilige Geest (De handelingen der apostelen, hoofdstuk 2).
  - Eerste prediking en eerste wonder van Petrus en Johannes (De handelingen der apostelen, hoofdstuk 3). (Gift van de familie J.J. Wery-Bauthiere.)

### Iconografie
Op grote hoogte, in het koor, ziet men een gepolychromeerd houten beeld van Maria die een serpent (symbool voor de duivel) vernietigt. Dit beeld werd tussen 1870 en 1900 gemaakt door een onbekende beeldhouwer.

## Illustraties

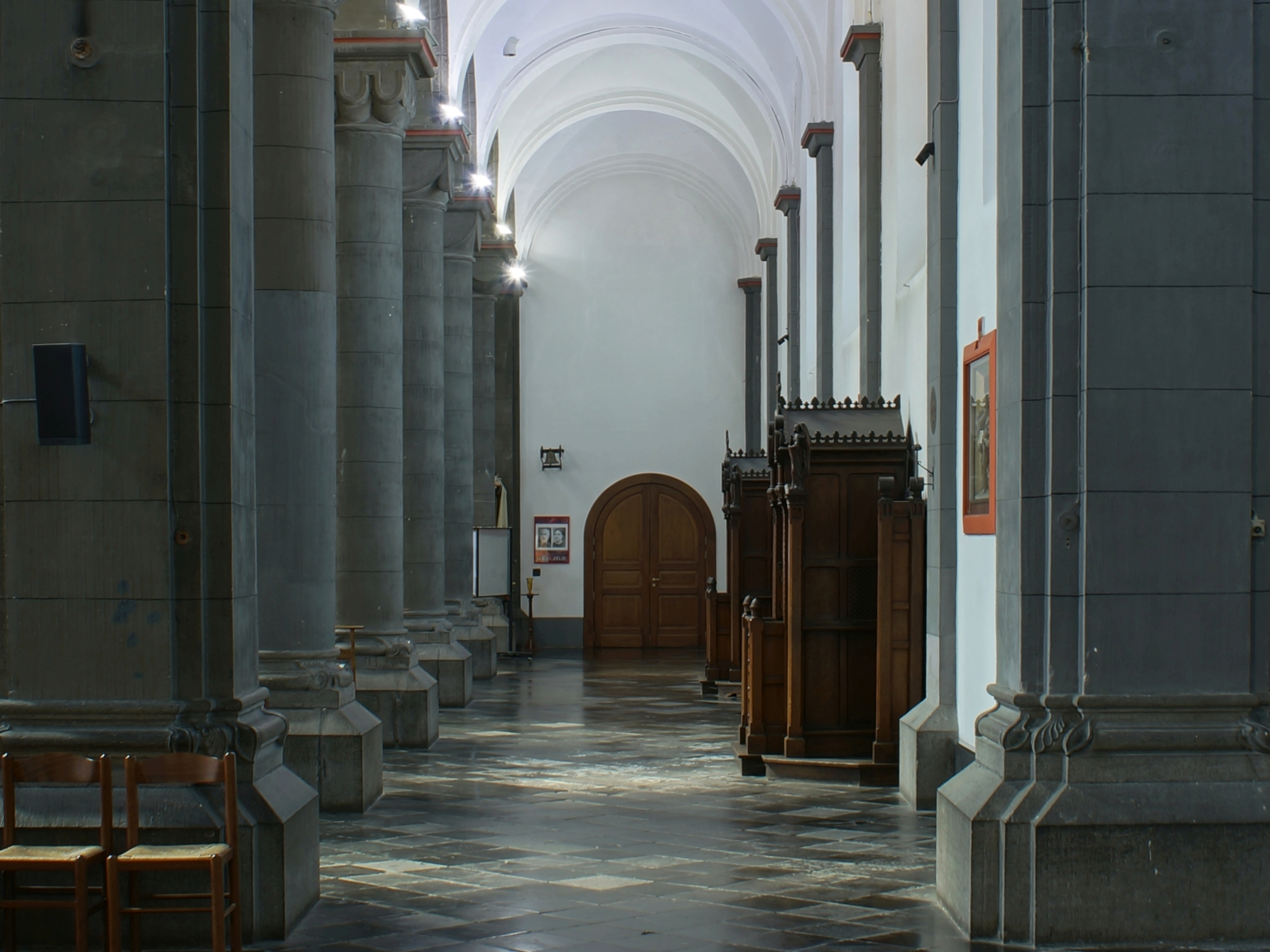
Zijbeuk (achteraanzicht) en biechtstoel.
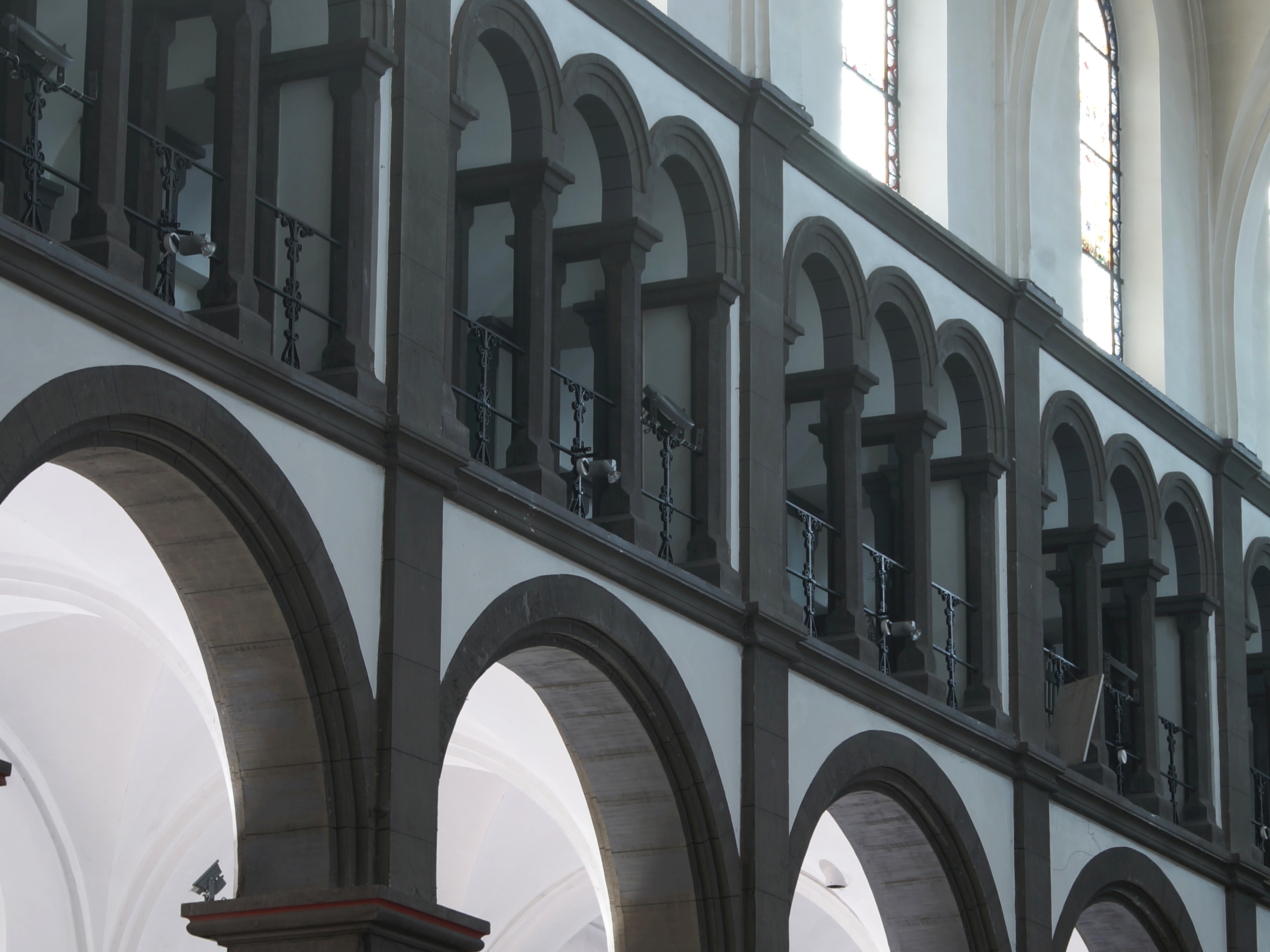
Triforium en rondbogen.
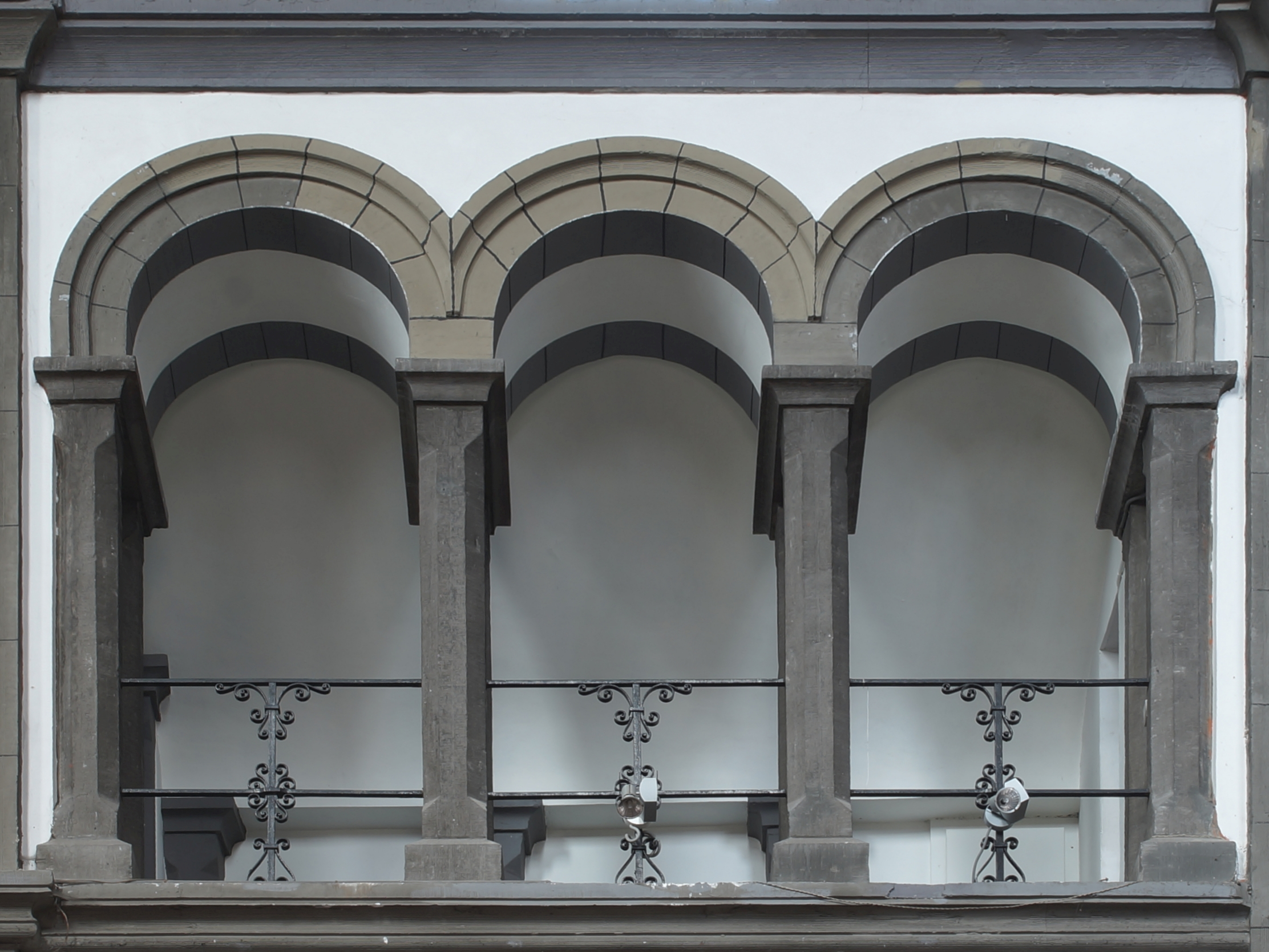
Triforium (detail).
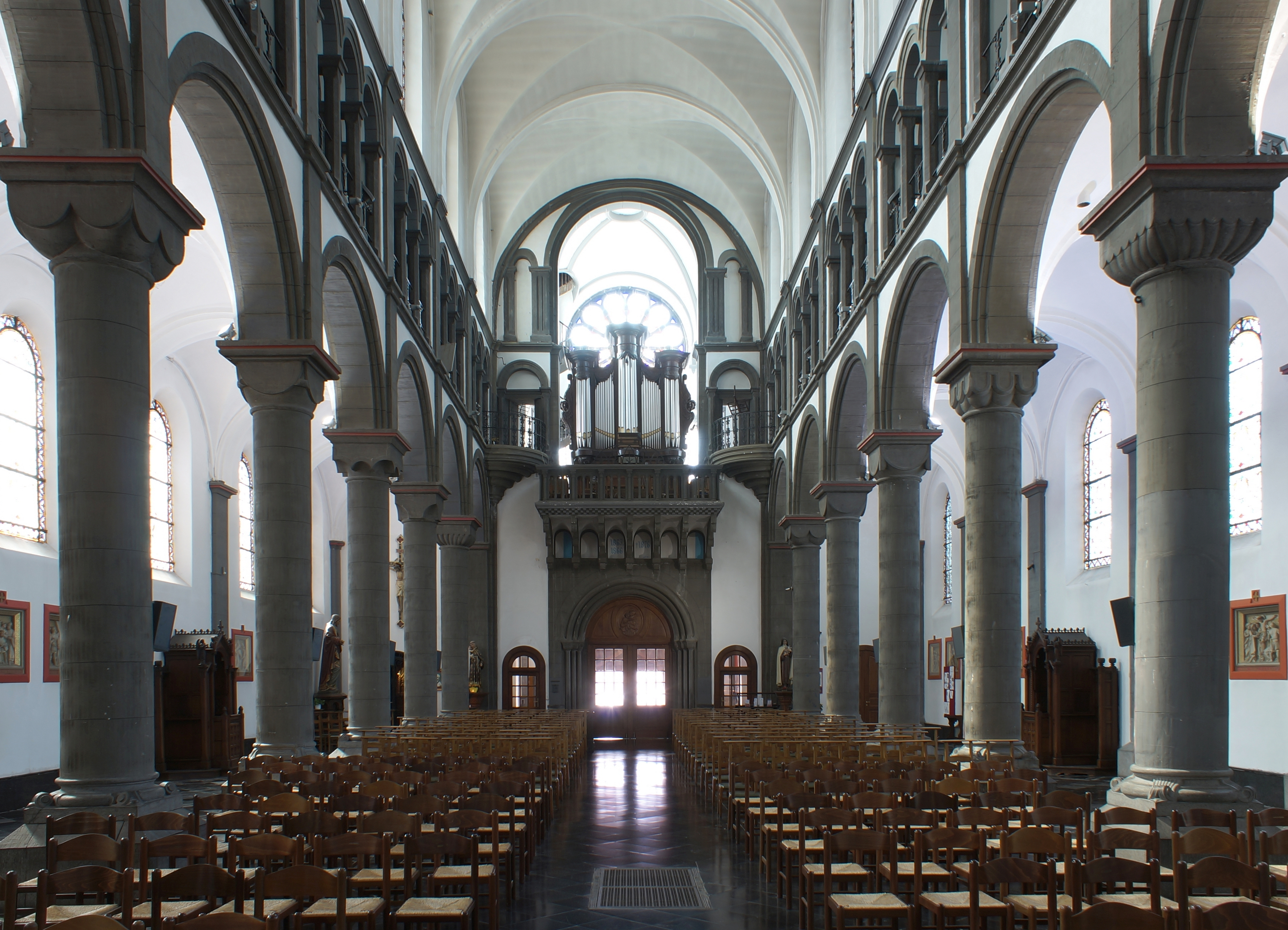
Middenbeuk (achteraanzicht), portaal, doksaal en orgel.